# フラッシュフォワード (小説)
『フラッシュフォワード』（Flashforward）は、カナダのSF作家ロバート・J・ソウヤーのSF小説。また、それを原作とするテレビドラマ。

## 概要
1999年発表。日本語版はハヤカワ文庫から2001年1月に発売され（ISBN 4150113424）、2010年1月に新装版として再刊行された（ISBN 978-4-15-011743-6）。訳者の内田昌之はソウヤーと交流があり、冒頭の著者献辞にも名を連ねている。
劇中の「フラッシュフォワード」とは、心理現象の「フラッシュバック」をもじった造語である。訳書では初出時には「未来転位」という漢字が当てられ、後には「時間転位」という言葉も使われている。

## あらすじ
2009年4月21日（刊行の10年後）、ジュネーヴ郊外にあるヨーロッパ素粒子研究所 (CERN) の量子物理学者ロイド・シムコーとテオドシオス（テオ）・プロコピデスは、大型ハドロン衝突型加速器 (LHC) を用いてビッグバンから十億分の一秒後の状態を再現することにより、ヒッグス粒子を発見するための実験を行おうとしていた。ところが加速器の中で二つの原子核が衝突した瞬間、世界中の人々が21年後の未来である2030年10月23日の自分自身を体験する。1分43秒のフラッシュフォワードの間に起きた事故や手術の中断などで多くの命が失われた。CERNで働くエンジニアのミチコ・コムラが前夫との間にもうけた幼い娘もその一人だった。
ロイドはミチコと婚約しているが、未来のヴィジョンでは違う女性と結婚していた。彼は未来は確定していて変えられないという持論と、両親が離婚した時の辛い記憶から、どうせうまく行かないのなら婚約を取り消した方がいいのではないかと悩む。一方テオはヴィジョンを見なかったが、後に自分が2030年10月21日に誰かに殺されることを知らされ、何とかそれを防ごうとする。

## ドラマ
テレビシリーズ『フラッシュフォワード』（FlashForward）は、ABCが『LOST』に続き制作した。パイロット版作成に10億円を注ぎ込んだと言われる第1話は、アメリカ合衆国では2009年9月24日木曜夜8時に放送が始まり、約1250万人が視聴した。しかし2010年5月27日の放送で打ち切られ、シナリオ上の未解決要素を残したまま1シーズン全22話で終幕を迎えた。世界の100を超える国と地域で放送が決定している。日本では2010年7月よりAXNでの独占放送が、2011年4月よりテレビ朝日での地上波放送が開始された。
『LOST』の俳優が2人（ソーニャ・ヴァルゲル、ドミニク・モナハン）出演している。また、原作者のソウヤーが第1話で病院内のシーンにカメオ出演した他、第19話の脚本を執筆した。

### あらすじ
太平洋標準時2009年10月6日午前11時から11時2分17秒77までの時間、世界中の人々が同時に意識を失うというミステリアスな現象が起こる。その瞬間人々は6ヶ月先の2010年4月29日午後10時の未来を見る。当然ながら現実の世界各地では、人の制御が一時的にせよ突如失われたために、事故による大惨事（走行中の自動車の玉突き多重追突、手術中の患者の死亡、航空機の墜落、その他諸々）が続発していた。スタンフォード率いる連邦捜査局（FBI）ロサンゼルス支局の捜査チームはこの奇怪な現象を「ブラックアウト」と名づけ、その謎を探る。捜査チームの一人マーク・ベンフォードのフラッシュフォワードの手がかりをもとに、捜査を開始する。捜査チームは、容疑者“ゼロ”や“D・ギボンズ”の存在、また1991年にソマリアで同じような現象が既に起きていた事などをつきとめる。

### 登場人物・キャスト

#### 主要人物
マーク・ベンフォード
演 - ジョセフ・ファインズ、日本語吹替 - 森川智之
FBI特別捜査官。オリビアの夫でチャーリーの父。ブラックアウト捜査の手掛かりをまとめた掲示板を未来視で見ていたことから、彼の記憶をもとにブラックアウトの捜査が進んで行く。だが未来視の中の彼は同時に、仮面姿の謎の一団に襲撃され、しかもアルコール依存症から立ち直ろうとしているのに飲酒していた。それらの不安と戦いながら事件に立ち向かってゆく。
ディミトリ・ノウ
演 - ジョン・チョー、日本語吹替 - 猪野学
FBI特別捜査官。マークのパートナー。ブラックアウトの間、何も見なかったため、6ヶ月後までに自分は死んでいるのではないかと恐れている。弁護士のゾーイと婚約している。
オリヴィア・ベンフォード
演 - ソーニャ・ヴァルゲル、日本語吹替 - 林真里花
マークの妻でチャーリーの母。外科医で、研修医ブライスの指導医でもある。未来視の中で、全く知らない男性を家に上げ、恋愛関係をもっていた。後にその男性が彼女の患者であるディランの父親ロイドであることが分かり、彼を避けるようになる。
ロイド・シムコー
演 - ジャック・ダヴェンポート、日本語吹替 - 加藤亮夫
量子物理学者。ディランの父親。ブラックアウト中に妻と母親を亡くした。NLAPに勤めておりサイモンの同僚。ブラックアウトの発生原因を自分達の実験だと思い込み、深く悩む。
ブライス・ヴァーレイ
演 - ザカリー・ナイトン、日本語吹替 - 佐藤健輔
オリビアの下で働く研修医。若くして末期がんを患い自殺しようとしていた時、ブラックアウトが起こり命拾いする。未来視で女性と運命的な出会いをする自分を見て、未来をポジティブに考えられるようになる。
スタンフォード・ウェデック
演 - コートニー・B・ヴァンス、日本語吹替 - 田中正彦
FBIロサンゼルス副支局長。ブラックアウトの調査を指揮している。情に篤く、一方で大統領や副大統領にもプライベートなコネをもつ実力者。
ジャニス・ホーク
演 - クリスティーン・ウッズ、日本語吹替 - 田中晶子
FBI特別捜査官。マークの捜査チームの一人でディミトリの親友。同性愛者だが、未来視で妊娠している自分を見て困惑する。ディミトリと共にソマリアのタワーの存在を突き止めるが、その途端、何者かに襲われ重傷を負う。
アーロン・スターク
演 - ブライアン・F・オバーン、日本語吹替 - 柳沢栄治
マークの親友。未来視で、死んだと思っていた娘トレイシーがアフガニスタンで生きている光景を見る。
ニコール・カービー
演 - ペイトン・リスト、日本語吹替 - 今瀬未知
19歳学生。マークの娘チャーリーのベビーシッター。アーロンの娘トレイシーの友達。日本語が話せ、日本文化にも詳しい。未来視で、水に溺れながら誰かに襟を掴まれている様子を見てしまい、殺されるのではないかと困惑する。
サイモン・キャンポス
演 - ドミニク・モナハン、日本語吹替 - 奈良徹
量子物理学者。ロイドのスタンフォード大学時代からの研究パートナー。ブラックアウトに関係している。

#### その他
アル・ゴフ
FBI特別捜査官。未来視で見知らぬ女性の死に関わる自分を見てしまい、自分の責任について深く思い悩む。未来視が絶対の予言でない事を証明するため、そして、未来を変えるため、驚くべき行動を取る。
マーシー
FBI特別捜査官。
シーリー・ヴリーディ
演 - バリー・シャバカ・ヘンリー、日本語吹替 - 北川勝博
FBI特別捜査官。黒人。
アルダ
ブラックアウト直前、別件でマークとディミトリがカーチェイスの末に捕らえた女テロリスト。だが次第にブラックアウトとの関連をほのめかし始める。
フィオナ・バンクス
演 - アレックス・キングストン
MI6の女性。
ゾーイ
ディミトリの婚約者。弁護士。ディミトリを救うためなりふり構わず行動するが、そのせいで逆に捜査官としての彼を妨害する事になってしまう。
ルドルフ・ガイヤー
演 - クルト・ローヴェンス、日本語吹替 - 清川元夢
ドイツ・クエール刑務所に収監されていた元ナチ党員。情報提供と引き換えに釈放を要求する。
ディラン
ロイドの息子。自閉症を患い、オリビアの勤める病院で治療を受けている。
チャーリー
演 - レノン・ウィン、日本語吹替 - 伊藤かな恵
マークとオリビアの娘。未来視の中でディランと会ったほか、幾つかの重要な手がかりを見る。
トレイシー
アーロンの娘。アフガニスタンに派兵され、２年前に死亡した。しかしアーロンが未来視で生きたトレイシーを見たため真実をさがそうと試みる。
クレメンテ
上院議員。ウェデックと馬が合わない。
カミール・デジャン
アーロンが未来視の中で見た男性。
マイク
トレイシーと同時期にアフガンへ派兵されていた元兵士。トレイシー殺害の現場を目撃していた。
ジェフ・スリンガーランド
演 - カラム・キース・レニー
ブルーハンドの主催者。
セリア
アルが未来視の中で殺す女性。
ケイコ
演 - 竹内結子
ブライスが未来視の中で会った日本人女性。肩書き主義の生き方に縛られていたが、彼女もまたブライスを見たことで現在を見切り、運命の相手をさがそうとする。
マーシャル・ヴォーゲル
演 - マイケル・イーリー、日本語吹替 - 板倉光隆
CIAの香港駐在官。のちにFBIロス支局へ異動となり、マークらと捜査協力することになる。
ナードラ・ウダヤ
演 - ショーレ・アグダシュルー
ディミトリに、いつどうやって殺されるかを電話で告げてきた謎の女性。後に香港で対面し、2010年3月15日マークのピストルで撃たれる事になると警告する。
テッド・フロッソ
演 - リッキー・ジェイ、日本語吹替 - 楠見尚己
黒服の集団を従える謎の初老の男性。NLAPの実験結果を聞き出すため、ロイドを誘拐する。
アナベル
サイモンの妹。
ダイソン・フロスト
演 - マイケル・マッシー、日本語吹替 - 金尾哲夫
D・ギボンズの正体。天才科学者で専門は量子物理学。10年以上前からフラッシュフォワードについて知り、研究していた。
ガブリエル
演 - ジェイムズ・キャリス、日本語吹替 - 大滝寛
オリビアに付きまとう謎の男性。レイブン・リバー病院での観測実験の生き残り。
ジェームズ・エミーネ
演 - ジェームズ・レマー、日本語吹替 - 津田英三
ジェリコの将軍。
ダビデ・セゴビア
演 - ピーター・コヨーテ、日本語吹替 - 有本欽隆
アメリカ合衆国大統領。ウェデックの友人。

### 用語
ブラックアウト
2009年10月6日に起きた、全世界同時の意識喪失現象。太平洋時間午前11時から11時2分17秒77までの137.77秒間続いた。その間すべての人が半年後の未来を垣間見たことから、フラッシュフォワード（未来視）とも呼ばれる。
D-DAY
ブラックアウトで皆が見た半年後の日のこと。正確には2010年4月29日、やはり太平洋時間午後10時から10時2分17秒77までの137.77秒間であると見られている。
容疑者ゼロ
ブラックアウトの最中に唯一起きていた男性。デトロイトのスタジアムの監視カメラに映っていた。特徴的な指輪をはめている（実はブラックアウトを免れられるQED―「量子もつれ装置」）。
モザイク掲示板
ブラックアウト後にFBIが立ち上げた全世界規模のインターネット掲示板。皆が未来視の内容を書き込むことで未来の全体像を掴むことを目的としている。
D・ギボンズ
マークの未来視の中の掲示板で、最重要の容疑者として書かれていた名前。
ブルーハンド
ブラックアウトで未来を見なかった者たちが、未来を悲観して作った地下集会。だが実態はそれだけではなかった。
ジェリコ
アフガニスタンで活動している民間軍事会社。陰で違法活動を行っており、2年前、それを見てしまったトレーシーたちを殺そうとした。
タワー
衛星写真で確認された、ソマリア奥地に建つ謎の建造物。撮影された当時には無かったはずの科学技術で建てられている一種のオーパーツ。
NLAP（エヌラップ）
線形加速器研究所。ロス郊外にある、素粒子物理学の大規模な実験を行うための施設。ロイドとサイモンの勤務先。ブラックアウト現象を引き起こした装置の１つで、増幅の役割を果たしたと言われている。
QED
量子もつれ装置（Quantum Entanglement Device）の略。フロストが発明し、指輪として7個が造られた。これを身に着ければブラックアウトを免れる。容疑者ゼロも所持していた。
"α"の刻印
QEDの指輪に刻印されている、微細構造定数を表す文字。測定値は約1/137で、ブラックアウトの継続時間と関わりがあると見られている（正確には1/137.036で、若干異なる）。
レイブン・リバー
フロストがフラッシュフォワードの研究をしていた病院。サヴァン症候群の患者を集め、その映像記憶能力を利用して、未来を観測していた。
八岐の園（やまたのその）
フロストが無数の未来観測を重ねた末に描き上げた、未来の出来事の分岐を網羅した巨大な樹形図。D-DAYより先の未来についても記されている。膨大な分岐が網目のように描かれているが、全ての分岐線が"THE END"と記された2016年12月12日に向かって一つに収束している。
ビッグ・ガイ
フロストらを率いている謎の男性。ブラックアウト発生を計画した首謀者と考えられている。

### エピソード
| シーズン | シーズン | エピソード | 初回          | 最終回    | DVD発売 |
| -------- | -------- | ---------- | ------------- | --------- | ------- |
|          | 1        | 22         | 2009年9月24日 | 2010年5月 | TBA     |

| 話数 | 邦題             | 原題                            | 米国放送日     | 日本放送日（字幕版） | 視聴者     |
| ---- | ---------------- | ------------------------------- | -------------- | -------------------- | ---------- |
| 1    | ブラックアウト   | No More Good Days               | 2009年9月24日  | 2010年7月25日        | 12,470,000 |
| 2    | 未来のカケラ     | White to Play                   | 2009年10月1日  | 2010年8月1日         | 10,750,000 |
| 3    | 137ゼクンデン    | 137 Sekunden                    | 2009年10月8日  | 2010年8月8日         | 9,050,000  |
| 4    | 黒い白鳥         | Black Swan                      | 2009年10月15日 | 2010年8月15日        | 9,070,000  |
| 5    | 不完全な真実     | Gimme Some Truth                | 2009年10月22日 | 2010年8月22日        | 9,870,000  |
| 6    | ハロウィーンの夜 | Scary Monsters and Super Creeps | 2009年10月29日 | 2010年8月29日        | 9,000,000  |
| 7    | 贈り物           | The Gift                        | 2009年11月5日  | 2010年9月5日         | 8,570,000  |
| 8    | タトゥーの男     | Playing Cards with Coyote       | 2009年11月12日 | 2010年9月19日        | 8,280,000  |
| 9    | ケイコ           | Believe                         | 2009年11月19日 | 2010年9月26日        |            |
| 10   | A561984          | A561984                         | 2009年12月3日  | 2010年10月3日        |            |
| 11   | ゼロの実体・前編 | Revelation Zero:Part1           | 2010年3月18日  | 2010年10月17日       |            |
| 12   | ゼロの実体・後編 | Revelation Zero:Part2           | 2010年3月18日  | 2010年10月24日       |            |
| 13   | 孤独な戦い       | Blowback                        | 2010年3月25日  | 2010年10月31日       |            |
| 14   | ソマリア潜入     | Better Angels                   | 2010年4月1日   | 2010年11月7日        |            |
| 15   | スパイ容疑       | Queen Sacrifice                 | 2010年4月8日   | 2010年11月14日       |            |
| 16   | 運命に捕まる前に | Let No Man Put Asunder          | 2010年4月15日  | 2010年11月21日       |            |
| 17   | 八岐の園         | The Garden of Forking Paths     | 2010年4月22日  | 2010年11月28日       |            |
| 18   | 二つの顔         | Goodbye Yellow Brick Road       | 2010年4月29日  | 2010年12月5日        |            |
| 19   | 軌道修正         | Course Correction               | 2010年5月6日   | 2010年12月12日       |            |
| 20   | ビッグ・ガイ     | The Negotiation                 | 2010年5月13日  | 2010年12月19日       |            |
| 21   | カウントダウン   | Countdown                       | 2010年5月20日  | 2010年12月26日       |            |
| 22   | 未来に追いつく日 | Future Shock                    | 2010年5月27日  | 2011年1月9日         |            |